# Сорвиголова (телесериал)
«Сорвиголова́» (англ. Marvel's Daredevil или просто англ. Daredevil) — американский супергеройский телесериал, созданный Дрю Годдардом и основанный на одноимённом персонаже комиксов Marvel. Главную роль исполняет Чарли Кокс. Продюсированием занимаются студии Marvel Television и ABC Studios, а показ осуществляется через стриминговый сервис Netflix. «Сорвиголова», как и другие сериалы от Netflix, официально входит в медиафраншизу «Кинематографическая вселенная Marvel» (КВМ) и является первым из серии сериалов, которые объединятся в кроссоверный мини-сериал «Защитники» (2017). Шоураннером сериала выступает Стивен Денайт, а Годдард — консультантом. Премьера всех серий первого сезона состоялась 10 апреля 2015 года. 21 апреля стало известно, что сериал был продлён на второй сезон. В июле 2016 года сериал был продлён на третий сезон, он вышел 19 октября 2018 года.
«Сорвиголова» стал первым из серии таких телесериалов, как «Джессика Джонс» (2015), «Железный кулак» (2017), «Люк Кейдж» (2016) и «Каратель» (2017), которые объединились в кроссоверный мини-сериал «Защитники» (2017). При этом в «Защитниках» продолжается сквозной сюжет первых двух сезонов сериала «Сорвиголова» о могущественной международной организации «Рука», а действие третьего сезона «Сорвиголовы» хронологически следует сразу за последней серией «Защитников». В ноябре 2013 года глава Disney Боб Айгер сообщил, что если персонажи станут популярными на Netflix, не исключено, что они смогут превратиться в полнометражные фильмы. Netflix закрыл сериал 30 ноября 2018 года.
В фильме «Человек-паук: Нет пути домой» Мэтт Мёрдок появился в качестве камео. Его роль вновь исполнил Чарли Кокс.
В марте 2022 года Production Weekly включила перезагрузку Сорвиголовы в свой отчёт о предстоящих проектах, при этом Кевин Файги и Крис Грей были указаны в качестве продюсеров проекта.

## Сюжет
Маленьким мальчиком Мэтт Мёрдок ослеп во время трагического дорожного происшествия. Вместе с тем после этого Мэтт обнаружил, что все остальные его чувства невероятно обострились. Став взрослым, Мёрдок поступил на юридический факультет, после окончания которого открыл юридическую фирму вместе со своим другом. Теперь он работает в своей родной Адской Кухне: днём защищает мирных жителей в роли адвоката, а ночью — под видом таинственного защитника в маске.

## В ролях
= Главная роль в сезоне
     = Второстепенная роль в сезоне
     = Гостевая роль в сезоне
     = Не появляется

### Главные роли
| Чарли Кокс        | Мэтт Мёрдок / Сорвиголова       | 13 | 13 | 13 | 39 |
| Дебора Энн Уолл   | Карен Пейдж                     | 13 | 13 | 13 | 39 |
| Элден Хенсон      | Фогги Нельсон                   | 13 | 13 | 12 | 38 |
| Тоби Леонард Мур  | Джеймс Уэсли                    | 10 |    |    | 10 |
| Боб Гантон        | Лиланд Оулсли                   | 9  |    |    | 9  |
| Винсент Д’Онофрио | Уилсон Фиск / Кингпин           | 11 | 3  | 13 | 27 |
| Розарио Доусон    | Клэр Тэмпл                      | 5  | 3  |    | 8  |
| Айелет Зорер      | Ванесса Марианна                | 9  |    | 2  | 11 |
| Вонди Кёртис-Холл | Бен Урих                        | 9  |    |    | 9  |
| Джон Бернтал      | Фрэнк Касл / Каратель           |    | 12 |    | 12 |
| Стивен Райдер     | Блейк Тауэр                     |    | 7  | 5  | 12 |
| Элоди Юнг         | Электра Начиос                  |    | 10 |    | 10 |
| Джоанн Уолли      | сестра Мэгги Грэйс              |    |    | 9  | 9  |
| Джей Али          | Рэй Надим                       |    |    | 13 | 13 |
| Уилсон Бетел      | Бенджамин Поиндекстер / Меченый |    |    | 11 | 11 |
| Всего эпизодов    | Всего эпизодов                  | 13 | 13 | 13 | 39 |

### Второстепенные роли
| Питер Макробби    | отец Пол Лэнтом    | 5  | 1  | 5  | 11 |
| Роб Морган        | Тёрк Баррет        | 5  | 2  |    | 7  |
| Ройс Джонсон      | Бретт Махони       | 6  | 8  | 4  | 18 |
| Дэрил Эдвардс     | Карл Хоффман       | 5  |    |    | 5  |
| Крис Тардио       | Кристиан Блейк     | 4  |    |    | 4  |
| Вай Чинг Хо       | Мадам Гао          | 5  | 1  |    | 6  |
| Питер Шинкода     | Нобу Йошиока       | 5  | 4  |    | 9  |
| Николай Николаефф | Владимир Ранскагов | 4  |    |    | 4  |
| Гидеон Эмери      | Анатолий Ранскагов | 4  |    |    | 4  |
| Сьюзан Варон      | Джози              | 5  | 4  |    | 9  |
| Адриан Ленокс     | Дорис Урих         | 4  |    |    | 4  |
| Джефри Кантор     | Митчелл Эллисон    | 5  | 5  | 6  | 16 |
| Джудит Дельгадо   | Елена Корденос     | 4  |    |    | 4  |
| Эми Рутберг       | Марси Шталь        | 4  | 2  | 5  | 11 |
| Том Уокер         | Фрэнсис            | 4  |    |    | 4  |
| Мэтт Джеральд     | Мелвин Поттер      | 3  | 3  | 1  | 7  |
| Скотт Гленн       | Стик               | 1  | 4  |    | 5  |
| Мишель Хёрд       | Саманта Рейес      |    | 6  |    | 6  |
| Мэрилин Торрес    | Луиза Дельгадо     |    | 4  |    | 4  |
| Рон Накахара      | Хирочи             |    | 5  |    | 5  |
| Джон Пиркис       | Стэн Гибсон        |    | 5  |    | 5  |
| Дэнни Джонсон     | Бенджамин Донован  |    | 2  | 4  | 6  |
| Кейт Удолл        | Тэмми Хэтли        |    |    | 10 | 10 |
| Джо Джонс         | Феликс Меннинг     |    |    | 7  | 7  |
| Питер Хэлпин      | Тео Нельсон        |    |    | 5  | 5  |
| Холли Синнамон    | Джули Барнс        |    |    | 4  | 4  |
| Санита Дешпанд    | Сима Надим         |    |    | 9  | 9  |
| Ноа Хак           | Сами Надим         |    |    | 5  | 5  |
| Дон Кастро        | агент Аринори      |    |    | 6  | 6  |
| Мэтью МакКерди    | агент Уэллерс      |    |    | 6  | 6  |
| Всего эпизодов    | Всего эпизодов     | 13 | 13 | 13 | 39 |

## Эпизоды
| Сезон | Сезон | Эпизоды | Оригинальная дата выхода |
| ----- | ----- | ------- | ------------------------ |
|       | 1     | 13      | 10 апреля 2015           |
|       | 2     | 13      | 18 марта 2016            |
|       | 3     | 13      | 19 октября 2018          |

### Сезон 1 (2015)
| № общий | № в сезоне | Название                                                  | Режиссёр          | Автор сценария                    | Дата премьеры  |
| ------- | ---------- | --------------------------------------------------------- | ----------------- | --------------------------------- | -------------- |
| 1       | 1          | «На ринге» «Into the Ring»                                | Фил Абрахам       | Дрю Годдард                       | 10 апреля 2015 |
| 2       | 2          | «Истерзанный» «Cut Man»                                   | Фил Абрахам       | Дрю Годдард                       | 10 апреля 2015 |
| 3       | 3          | «Кролик в снежной буре» «Rabbit in a Snowstorm»           | Адам Кейн         | Марко Рамирес                     | 10 апреля 2015 |
| 4       | 4          | «В крови» «In the Blood»                                  | Кен Джиротти      | Джо Покаски                       | 10 апреля 2015 |
| 5       | 5          | «Мир в огне» «World on Fire»                              | Фаррен Блэкберн   | Люк Калто                         | 10 апреля 2015 |
| 6       | 6          | «Приговорённые» «Condemned»                               | Гай Ферленд       | Джо Покаски и Марко Рамирес       | 10 апреля 2015 |
| 7       | 7          | «Стик» «Stick»                                            | Брэд Тёрнер       | Даг Петри                         | 10 апреля 2015 |
| 8       | 8          | «Тени на стекле» «Shadows in the Glass»                   | Стивен Серджик    | Стивен С. Денайт                  | 10 апреля 2015 |
| 9       | 9          | «Дьявольские речи» «Speak of the Devil»                   | Нельсон Маккормик | Кристос Гейдж и Рут Флетчер Гейдж | 10 апреля 2015 |
| 10      | 10         | «Нельсон против Мёрдока» «Nelson v. Murdock»              | Фаррен Блэкберн   | Люк Колто                         | 10 апреля 2015 |
| 11      | 11         | «Путь праведника» «The Path of the Righteous»             | Ник Гомес         | Стивен С. Денайт и Даг Петри      | 10 апреля 2015 |
| 12      | 12         | «Те, кого мы оставляем позади» «The Ones We Leave Behind» | Эйрос Лин         | Дуглас Петри                      | 10 апреля 2015 |
| 13      | 13         | «Сорвиголова» «Daredevil»                                 | Стивен С. Денайт  | Стивен С. Денайт                  | 10 апреля 2015 |

### Сезон 2 (2016)
| № общий | № в сезоне | Название                                                      | Режиссёр          | Автор сценария                           | Дата премьеры |
| ------- | ---------- | ------------------------------------------------------------- | ----------------- | ---------------------------------------- | ------------- |
| 14      | 1          | «Бах» «Bang»                                                  | Фил Абрахам       | Даг Петри и Марко Рамирес                | 18 марта 2016 |
| 15      | 2          | «Псы на перестрелке» «Dogs to a Gunfight»                     | Фил Абрахам       | Марко Рамирес и Даг Петри                | 18 марта 2016 |
| 16      | 3          | «Полицейские Нью-Йорка» «New York's Finest»                   | Марк Йобст        | Марк Верхайден                           | 18 марта 2016 |
| 17      | 4          | «Вот и кончилась игра» «Penny and Dime»                       | Питер Хор         | Джон С. Келли                            | 18 марта 2016 |
| 18      | 5          | «Кинбаку» «Kinbaku»                                           | Флория Сигизмонди | Лорен Шмидт Хиссрик                      | 18 марта 2016 |
| 19      | 6          | «Одни сожаления» «Regrets Only»                               | Энди Годдард      | Снеха Курс                               | 18 марта 2016 |
| 20      | 7          | «Всегда верен» «Semper Fidelis»                               | Кен Джиротти      | Люк Кальтё                               | 18 марта 2016 |
| 21      | 8          | «Виновен на все сто» «Guilty as Sin»                          | Майкл Аппендаль   | Уит Андерсон                             | 18 марта 2016 |
| 22      | 9          | «Семь минут в раю» «Seven Minutes in Heaven»                  | Стивен Сёрджик    | Марко Рамирес и Лорен Шмидт Хиссрик      | 18 марта 2016 |
| 23      | 10         | «Человек в клетке» «The Man in the Box»                       | Питер Хор         | Джон С. Келли, Уит Андерсон и Снеха Курс | 18 марта 2016 |
| 24      | 11         | «Триста восьмидесятая» «.380»                                 | Стивен Сёрджик    | Марк Верхайден                           | 18 марта 2016 |
| 25      | 12         | «Тьма в конце тоннеля» «The Dark at the End of the Tunnel»    | Эйрос Лин         | Лорен Шмидт Хиссрик и Даг Петри          | 18 марта 2016 |
| 26      | 13         | «Холодный день в Адской кухне» «A Cold Day in Hell's Kitchen» | Питер Хор         | Даг Петри и Марко Рамирес                | 18 марта 2016 |

### Сезон 3 (2018)
| № общий | № в сезоне | Название                                          | Режиссёр            | Автор сценария          | Дата премьеры   |
| ------- | ---------- | ------------------------------------------------- | ------------------- | ----------------------- | --------------- |
| 27      | 1          | «Воскрешение» «Resurrection»                      | Марк Джобст         | Эрик Олесон             | 19 октября 2018 |
| 28      | 2          | «Пожалуйста» «Please»                             | Лукас Эттлин        | Джим Данн               | 19 октября 2018 |
| 29      | 3          | «Никаких добрых дел» «No Good Deed»               | Дженнифер Гетзингер | Сонай Хоффман           | 19 октября 2018 |
| 30      | 4          | «Ослепший» «Blindsided»                           | Алекс Гарсиа Лопес  | Лева Нессердин          | 19 октября 2018 |
| 31      | 5          | «Идеальная игра» «The Perfect Game»               | Джулиан Холмс       | Тоня Конг               | 19 октября 2018 |
| 32      | 6          | «Дьявол, которого ты знаешь» «The Devil You Know» | Стивен Суржик       | Дилан Галлагер          | 19 октября 2018 |
| 33      | 7          | «Последствия» «Aftermath»                         | Тоа Фрейзер         | Сара Штрейхер           | 19 октября 2018 |
| 34      | 8          | «Наверху/Внизу» «Upstairs/Downstairs»             | Алекс Закржевски    | Дара Резник             | 19 октября 2018 |
| 35      | 9          | «Откровения» «Revelations»                        | Дженнифер Линч      | Эрик Олесон и Сэм Эрнст | 19 октября 2018 |
| 36      | 10         | «Карен» «Karen»                                   | Алекс Гарсиа Лопес  | Тамара Бехер-Уилкинсон  | 19 октября 2018 |
| 37      | 11         | «Воссоединение» «Reunion»                         | Джет Уилкинсон      | Джим Данн и Дара Резник | 19 октября 2018 |
| 38      | 12         | «Последний шанс» «One Last Shot»                  | Фил Абрахам         | Сэм Эрнст               | 19 октября 2018 |
| 39      | 13         | «Новая салфетка» «A New Napkin»                   | Сэм Миллер          | Эрик Олесон             | 19 октября 2018 |

## Производство

### Разработка
В своё время 20th Century Fox приобрела права на экранизации с участием персонажа комиксов Сорвиголова. В 2003 году был выпущен фильм «Сорвиголова». Долгое время разрабатывались различные проекты продолжения, которые в силу разных причин так и не были реализованы. По условиям контракта было оговорено, что если съёмки продолжения или перезапуска не начнутся 10 октября 2012 года, то права на экранизацию Сорвиголовы вернутся обратно к Marvel Studios. 23 апреля 2013 года Кевин Файги подтвердил, что права на Сорвиголову вернулись к Marvel и Disney, благодаря чему Сорвиголова может появиться в Кинематографической вселенной Marvel. В октябре 2013 года Deadline сообщил, что Marvel готовит четыре драматических сериала и один мини-сериал, совокупностью в 60 эпизодов, для показа на сервисах «Видео по запросу» (Video on demand) и кабельных каналах, которыми заинтересовались Netflix, Amazon и WGN America. Через несколько недель, Marvel и Disney анонсировали, что Netflix покажет игровые сериалы о Сорвиголове, Джессике Джонс, Железном кулаке и Люке Кейдже, и заканчивая общим мини-сериалом, основанном на комиксах о «Защитниках».
Исполнительным продюсером и шоураннером «Сорвиголовы» был выбран Дрю Годдард, который также должен написать и снять первый эпизод. В феврале 2014 года студия Marvel анонсировала, что сериал будет сниматься в Нью-Йорке. В апреле главный креативный директор Marvel Comics Джо Кесада уточнил, что съёмки будут вестись в районах Бруклина и Лонг-Айленд-Сити, которые до сих пор выглядят, как старая Адская Кухня, а также в оборудованном павильоне. Глава Marvel Television и исполнительный продюсер Джеф Лоуб сообщил, что съёмочный процесс «Сорвиголовы» начнётся в июле 2014 года. В мае 2014 года было объявлено, что Годдард ушёл с поста шоураннера, чтобы заняться постановкой художественного фильма, основанного на комиксах Marvel о «Зловещей шестёрке» для Sony Pictures Entertainment. Его место займёт Стивен Денайт. Годдард, написавший первые два эпизода, останется в проекте как консультант и исполнительный продюсер. Также было объявлено, что проект будет носить название «Сорвиголова» (Marvel’s Daredevil). Сериал будет состоять из 13 серий длительностью в 60 минут.
В июле 2014 года Денайт подтвердил начало съёмок и рассказал о видении сериала: «Мы хотим грязи, Нью-Йорк 70-х для этого то, что надо. Нам нравится идея красоты и упадка города, и Адская Кухня является местом, сочетающим понятия красоты и грязи. Вот почему Мэтт Мёрдок любит его и хочет его защищать».
Съёмки второго сезона начались 7 июля 2015 года в Нью-Йорке. Его премьера состоялась 18 марта 2016 года. На сервисе Netflix были выложены все серии сразу, точно так же как это было с первым сезоном.

### Кастинг
В конце мая 2014 года Чарли Кокс был утверждён на главную роль. 10 июня было объявлено, что Винсент Д’Онофрио сыграет Уилсона Фиска в сериале, а 20 июня к актёрскому составу присоединилась Розарио Доусон. Несколькими днями позже на роль Фогги Нельсона был утверждён Элден Хенсон. 16 июля Питер Шинкода был взят на роль второстепенного персонажа, а на следующий день Дебора Энн Уолл была утверждена на роль Карен Пейдж.

## Релиз
«Сорвиголова» был выпущен 10 апреля 2015 года через потоковый видеосервис Netflix. Все 13 серий были выпущены мгновенно, в отличие от традиционного сериализованного формата, поддержав новую практику «просмотра всех серий залпом» (binge-watching), которая стала очень успешной для других проектов Netflix.

## Критика
| Сезон | Сезон | Реакция критиков  | Реакция критиков |
| Сезон | Сезон | Rotten Tomatoes   | Metacritic       |
| ----- | ----- | ----------------- | ---------------- |
|       | 1     | 99 % (69 отзывов) | 75 (22 отзыва)   |
|       | 2     | 78 % (50 отзывов) | 68 (13 отзывов)  |
|       | 3     | 92 % (36 отзывов) | 71 (6 отзывов)   |

На сайте-агрегаторе Rotten Tomatoes первый сезон держит 99 % «свежести» на основе 69 отзывов со средним рейтингом 8,1/10. Критический консенсус сайта гласит: «Имея большую степень приверженности к исходному материалу, высокое качество съёмок и серьёзную драматическую составляющую, „Сорвиголова“ выделяется эффектной историей становления супергероя, смелым процедуалом и захватывающим экшен-сценами». На Metacritic первый сезон получил 75 баллов из ста на основе 22-х «в целом благоприятных» отзывах критиков. На Rotten Tomatoes второй сезон держит 78 % «свежести» на основе 50 отзывов со средним рейтингом 7/10. Критический консенсус сайта гласит: «Подкреплённый несколькими впечатляющими экшен-сценами, „Сорвиголова“ сохраняет свои позиции во втором сезоне, даже если его новые противники не могут полностью заполнить пустоту, оставленную Уилсоном Фиском». На Metacritic второй сезон получил 68 баллов из ста на основе 13-ти «в целом благоприятных» отзывах критиков. На Rotten Tomatoes третий сезон держит 92 % «свежести» на основе 34 отзывов со средним рейтингом 7,62/10. Критический консенсус сайта гласит: «Человек без страха возвращается в отличную форму с третьим сезоном, который хоть и начинается утомительно неторопливо, вскоре начинает демонстрировать напряжённые моменты из комиксов, чему в огромной степени способствует долгожданное возвращение Винсента Д’Онофрио в роли устрашающего Кингпина». На Metacritic третий сезон получил 71 балл из ста на основе шести отзывов критиков.

## Награды и номинации
В декабре 2015 года IGN назвал «Сорвиголову» вторым лучшим оригинальным сериалом Netflix.
| Год  | Награда                                       | Категория                                                                      | Номинант             | Результат |
| ---- | --------------------------------------------- | ------------------------------------------------------------------------------ | -------------------- | --------- |
| 2015 | Общество слепых Америки                       | Лауреат                                                                        | Чарли Кокс           | Победа    |
| 2015 | Премия ассоциации онлайн-кино и телевидения   | Выдающийся новый дизайн главных титров                                         | Сорвиголова          | Победа    |
| 2015 | Премия «Эмми» в области креативного искусства | Выдающийся дизайн главных титров                                               | Сорвиголова          | Номинация |
| 2015 | Премия «Эмми» в области креативного искусства | Выдающиеся специальные и визуальные эффекты во второстепенной роли             | «Speak of the Devil» | Номинация |
| 2015 | Премия «Эмми» в области креативного искусства | Прайм-таймовая премия «Эмми» за выдающиеся специальные визуальные эффекты      | «Speak of the Devil» | Номинация |
| 2015 | EWwy Awards                                   | Лучший второстепенный актёр в драматическом телесериале                        | Винсент Д’Онофрио    | Номинация |
| 2015 | Camerimage                                    | Лучшая работа оператора — пилотный эпизод                                      | «Into the Ring»      | Номинация |
| 2015 | Премия Гильдии киноактёров                    | Лучший каскадёрский ансамбль в телесериалах                                    | Сорвиголова          | Номинация |
| 2016 | Общество специалистов по визуальным эффектам  | Выдающиеся визуальные эффекты во второстепенной роли в фотореальном эпизоде    | «Speak of the Devil» | Номинация |
| 2016 | Golden Reel Awards                            | Телевидение — Короткая форма, диалог и ADR                                     | Сорвиголова          | Номинация |
| 2016 | Империя                                       | Лучший телесериал                                                              | Сорвиголова          | Номинация |
| 2016 | SXSW Film Festival                            | Выдающийся дизайн главных титров                                               | Сорвиголова          | Номинация |
| 2016 | Got Your 6                                    | 6 Certified — за «показательное и сбалансированное изображение ветеранов»      | «Semper Fidelis»     | Победа    |
| 2016 | Сатурн                                        | Лучший актёр второго плана                                                     | Винсент Д’Онофрио    | Номинация |
| 2016 | Сатурн                                        | Лучший приглашённый актёр на телевидении                                       | Скотт Гленн          | Номинация |
| 2016 | Сатурн                                        | Лучший актёр на телевидении                                                    | Чарли Кокс           | Номинация |
| 2016 | Сатурн                                        | Лучший новый медиа-сериал                                                      | Сорвиголова          | Победа    |
| 2016 | Премия «Эмми» в области креативного искусства | Лучшее редактирование звука в драматическом сериале, мини-сериале или фильме   | «New York’s Finest»  | Номинация |
| 2016 | Премия «Эмми» в области креативного искусства | Выдающаяся координация трюков в драматическом сериале, мини-сериале или фильме | Филип Дж. Силвера    | Номинация |
| 2016 | Премия ассоциации онлайн-кино и телевидения   | Лучший звук в сериале                                                          | Сорвиголова          | Номинация |
| 2017 | Премия Гильдии киноактёров США                | Лучший каскадёрский ансамбль в телесериалах                                    | Сорвиголова          | Номинация |
| 2017 | Сатурн                                        | Лучший новый медиа-сериал                                                      | Сорвиголова          | Номинация |
| 2017 | Сатурн                                        | Лучший актёр в сериале                                                         | Чарли Кокс           | Номинация |